# Большая Порожняя (приток Вильвы)
Большая Порожняя — река в Губахинском муниципальном округе (истоки) и Горнозаводском муниципальном районе Пермского края, приток Вильвы, притока Усьвы. Впадает в Вильву справа, в 83 км от её устья. Длина составляет 30 км. Приток — Берёзовка, впадает справа в 7,7 км от устья. Истоки в лесах на территории заповедника Басеги, основное направление течения — на юг. Впадает в Вильву в 2,5 км северо-западнее посёлка Вильва.

## Данные водного реестра
По данным государственного водного реестра России, река относится к Камскому бассейновому округу, бассейн реки Кама, подбассейн — Кама до Куйбышевского водохранилища (без бассейнов рек Белой и Вятки), водохозяйственный участок реки — Чусовая от в/п пгт. Кын до устья. Код объекта в государственном водном реестре — 10010100712111100011719.